# اندی منگان
اندی منگان (انگلیسی: Andy Mangan؛ زادهٔ ۳۰ اوت ۱۹۸۶) بازیکن فوتبال اهل بریتانیا است.
از باشگاه‌هایی که در آن بازی کرده‌است می‌توان به باشگاه فوتبال ترانمره راورز، باشگاه فوتبال لوتون تاون، باشگاه فوتبال بری، باشگاه فوتبال بلکپول، باشگاه فوتبال هاید، باشگاه فوتبال فلیتوود، باشگاه فوتبال فارست گرین راورز، باشگاه فوتبال آکرینگتون استنلی، باشگاه فوتبال ورکسام، و باشگاه فوتبال شروزبری تاون اشاره کرد.
وی همچنین در تیم ملی فوتبال England C بازی کرده‌است.